# The Voice Australia
The Voice Australia is een Australische talentenjacht. Het ging in première op 14 april 2012 op Nine Netwerk. Vanaf 2021 wordt het programma uitgezonden op Seven Network. Het programma is gebaseerd op The Voice of Holland. Het programma wordt vanaf seizoen 10 terug gepresenteerd door Sonia Kruger.

## Het programma
The Voice Australia is een talentenjacht waarbij vier coaches meerdere kandidaten begeleiden. De show is bedoeld om nog niet gekend zangtalent te vinden.  

### Blind auditions
Vanaf seizoen 9 werd de blokknop geïntroduceerd. Vanaf seizoen 11 kan elke coach een andere coach blokkeren, zelf tijdens zijn pitch. Vanaf seizoen 12 kan er geblokkeerd worden nog voor de coach zijn stoel draait.
In seizoen 11 werd de Battle Pass gebruikt waarbij elke coach 1 kandidaat een ronde kan laten overslaan. In het volgende seizoen werd dit geschrapt.

### Knock-out
Vanaf seizoen 2 kan elke coach een kandidaat redden.
Vanaf seizoen 3 kunnen de coaches twee kandidaten redden.

### The Cut
Vanaf seizoen 10 is dit een nieuwe fase in de talentenjacht. Elke coach moet het team terugbrengen naar 5 kandidaten. 

## Productie
Het eerste seizoen bestond uit de coaches Delta Goodrem, Joel Madden, Seal en Keith Urban. In seizoen 2 werd Urban vervangen door Ricky Martin die het aanbod accepteerde om lid te worden bij de jury van American Idol. Voor seizoen 3 verliet Goodrem om bij The Voice Kids Australia te coachen. Seal en Goodrem werden vervangen door Kylie Minogue en Will.I.Am. In 2015 werd aangekondigd dat Goodrem voor seizoen 4 zal terugkeren. Jessie J en Benji Madden vervingen Kylie Minogue en Will.I.Am voor seizoen 4. Voor seizoen 5 werd Martin vervangen door Ronan Keating. In seizoen 6 keerde Seal terug na 2 seizoenen afwezigheid. Kelly Rowland en Boy George vervingen op hun beurt de Madden Brothers en Jessie J. Joe Jones verving Seal in seizoen 7. Voor seizoen 8 werd Joe Jones vervangen door Guy Sebastian. Voor seizoen 9 bleven dezelfde coaches. In 2021 keerde enkel Guy Sebastian terug. Goodrem, Boy George en Rowland werden opgevolgd door Rita Ora, Jessica Mauboy en Keith Urban die na 10 seizoenen terugkeerde. Vanaf seizoen 12 verving Jason Derulo Keith Urban. Voor seizoen 13 keert enkel Sebastian terug. Ora, Mauboy en Derulo worden vervangen door Kate Miller-Heidke, Adam Lambert en LeAnn Rimes. Voor seizoen 14 keert enkel Miller-Heidke terug van voorgaande seizoen. Sebastian, Rimes en Lambert worden vervangen door Mel C, Richard Marx en na 8 seizoen terugkerende coach Ronan Keating.

## Programma

### Coaches
| Coaches            | S1 | S2 | S3 | S4 | S5 | S6 | S7 | S8 | S9 | S10 | S11 | S12 | S13 | S14 |
| ------------------ | -- | -- | -- | -- | -- | -- | -- | -- | -- | --- | --- | --- | --- | --- |
| Keith Urban        |    |    |    |    |    |    |    |    |    |     |     |     |     |     |
| Seal               |    |    |    |    |    |    |    |    |    |     |     |     |     |     |
| Delta Goodrem      |    |    |    |    |    |    |    |    |    |     |     |     |     |     |
| Joel Madden        |    |    |    |    |    |    |    |    |    |     |     |     |     |     |
| Benji Madden       |    |    |    |    |    |    |    |    |    |     |     |     |     |     |
| Ricky Martin       |    |    |    |    |    |    |    |    |    |     |     |     |     |     |
| Will.i.am          |    |    |    |    |    |    |    |    |    |     |     |     |     |     |
| Kylie Minogue      |    |    |    |    |    |    |    |    |    |     |     |     |     |     |
| Jessie J           |    |    |    |    |    |    |    |    |    |     |     |     |     |     |
| Ronan Keating      |    |    |    |    |    |    |    |    |    |     |     |     |     |     |
| Kelly Rowland      |    |    |    |    |    |    |    |    |    |     |     |     |     |     |
| Boy George         |    |    |    |    |    |    |    |    |    |     |     |     |     |     |
| Joe Jonas          |    |    |    |    |    |    |    |    |    |     |     |     |     |     |
| Guy Sebastian      |    |    |    |    |    |    |    |    |    |     |     |     |     |     |
| Rita Ora           |    |    |    |    |    |    |    |    |    |     |     |     |     |     |
| Jessica Mauboy     |    |    |    |    |    |    |    |    |    |     |     |     |     |     |
| Jason Derulo       |    |    |    |    |    |    |    |    |    |     |     |     |     |     |
| Adam Lambert       |    |    |    |    |    |    |    |    |    |     |     |     |     |     |
| LeAnn Rimes        |    |    |    |    |    |    |    |    |    |     |     |     |     |     |
| Kate Miller-Heidke |    |    |    |    |    |    |    |    |    |     |     |     |     |     |
| Mel C              |    |    |    |    |    |    |    |    |    |     |     |     |     |     |
| Richard Marx       |    |    |    |    |    |    |    |    |    |     |     |     |     |     |

| Seizoen | Start            | Einde             | Netwerk       | Winnaar            | Winnende coach | Presentatie     | Presentatie     | Coaches       | Coaches             | Coaches            | Coaches       |
| ------- | ---------------- | ----------------- | ------------- | ------------------ | -------------- | --------------- | --------------- | ------------- | ------------------- | ------------------ | ------------- |
| 1       | 15 april 2012    | 18 juni 2012      | Nine Netwerk  | Karise Eden        | Seal           | Darren McMullen | Faustine Agoley | Delta Goodrem | Joel Madden         | Seal               | Keith Urban   |
| 2       | 7 april 2013     | 17 juni 2013      | Nine Netwerk  | Harrison Craig     | Seal           | Darren McMullen | Faustine Agoley | Delta Goodrem | Joel Madden         | Seal               | Ricky Martin  |
| 3       | 4 mei 2014       | 21 juli 2014      | Nine Netwerk  | Anja Nissen        | Will.I.Am      | Darren McMullen |                 | Will.I.Am     | Joel Madden         | Kylie Minogue      | Ricky Martin  |
| 4       | 28 juni 2015     | 30 augustus 2015  | Nine Netwerk  | Ellie Drennan      | Jessie J       | Darren McMullen | Sonia Kruger    | Delta Goodrem | Joel & Benji Madden | Jessie J           | Ricky Martin  |
| 5       | 1 mei 2016       | 10 juli 2016      | Nine Netwerk  | Alfie Arcuri       | Delta Goodrem  | Sonia Kruger    |                 | Delta Goodrem | Joel & Benji Madden | Jessie J           | Ronan Keating |
| 6       | 24 april 2017    | 2 juli 2017       | Nine Netwerk  | Juda Kelly         | Delta Goodrem  | Sonia Kruger    | Kelly Rowland   | Delta Goodrem | Seal                | Boy George         |               |
| 7       | 15 april 2018    | 17 juni 2018      | Nine Netwerk  | Sam Perry          | Kelly Rowland  | Sonia Kruger    | Kelly Rowland   | Delta Goodrem | Joe Jonas           | Boy George         |               |
| 8       | 19 mei 2019      | 7 juli 2019       | Nine Netwerk  | Diana Rouvas       | Boy George     | Sonia Kruger    | Kelly Rowland   | Delta Goodrem | Guy Sebastian       | Boy George         |               |
| 9       | 24 mei 2020      | 19 juli 2020      | Nine Netwerk  | Chris Sebastian    | Kelly Rowland  | Darren McMullen | Kelly Rowland   | Delta Goodrem | Guy Sebastian       | Boy George         | Renée Bargh   |
| 10      | 8 augustus 2021  | 12 september 2021 | Seven Netwerk | Bella Talyer Smith | Guy Sebastian  | Sonia Kruger    |                 | Rita Ora      | Guy Sebastian       | Jessica Mauboy     | Keith Urban   |
| 11      | 18 april 2022    | 29 mei 2022       | Seven Netwerk | Lachie Gill        | Rita Ora       | Sonia Kruger    |                 | Rita Ora      | Guy Sebastian       | Jessica Mauboy     | Keith Urban   |
| 12      | 6 augustus 2023  | 8 oktober 2023    | Seven Netwerk | Tarryn Stokes      | Rita Ora       | Sonia Kruger    | Jason Derulo    | Rita Ora      | Guy Sebastian       | Jessica Mauboy     |               |
| 13      | 19 augustus 2024 | 27 oktober 2024   | Seven Netwerk | Reuben De Melo     | LeAnn Rimes    | Sonia Kruger    | Adam Lambert    | LeAnn Rimes   | Guy Sebastian       | Kate Miller-Heidke |               |
| 14      | 2025             | 2025              | Seven Netwerk |                    |                | Sonia Kruger    | Ronan Keating   | Mel C         | Richard Marx        | Kate Miller-Heidke |               |